# Compagnie des quatre canaux
La Compagnie des Quatre Canaux est une société créée en 1821 qui a réalisé plusieurs canaux importants du centre et de l’ouest de la France. La société le gérant fut parmi les premières cotées à la Bourse de Paris.

## Historique
En 1820 Louis Becquey, directeur des Ponts et Chaussées, remet au roi Louis XVIII un rapport sur les voies navigables (dit "plan Becquey"). Se référant à des travaux français antérieurs, ainsi qu’aux ambitieux projets américains et britanniques, Becquey préconise la création de 10 000 km de voies navigables en France avant 1840.
Manquant de fonds pour mener une politique ambitieuse dans ce domaine, le gouvernement opte pour des concessions, qu’il accorde en 1821 et 1822. La compagnie André Cottier des banquiers parisiens Dominique André et François Cottier a obtenu les quatre concessions suivantes :
- Canal de Bretagne (de Nantes à Brest, Lorient et Dinan) – concession obtenue en association avec d’autres industriels et banquiers, dont Jacques Laffitte
- Canal du Nivernais (Digoin à Decize et Auxerre)
- Canal latéral à la Loire (Digoin à Briare)
- Canal du Berry

La compagnie André Cottier a fusionné ses intérêts pour créer la Compagnie des Quatre Canaux. Celle-ci a été constituée en société anonyme en 1823, avec ses actions cotées à la Bourse de Paris. Elle fait partie des trois sociétés créées à cette époque, avec la Compagnie des Trois Canaux et la Compagnie d’Orléans.

## Sources
- Comte Pillet-Will, De la dépense et du produit des canaux et des chemins de fer, P. Dufart, Paris, 1837.
- M Capefigue, Histoire des Grandes Opérations Financières, Librairie d’Amyot, Paris, 1860.
- Andre Guillerme, Bâtir la ville: révolutions industrielles dans les matériaux de construction : France-Grande-Bretagne, 1760-1840, Éditions Champ Vallon, 1995.